# Bay of Martyrs

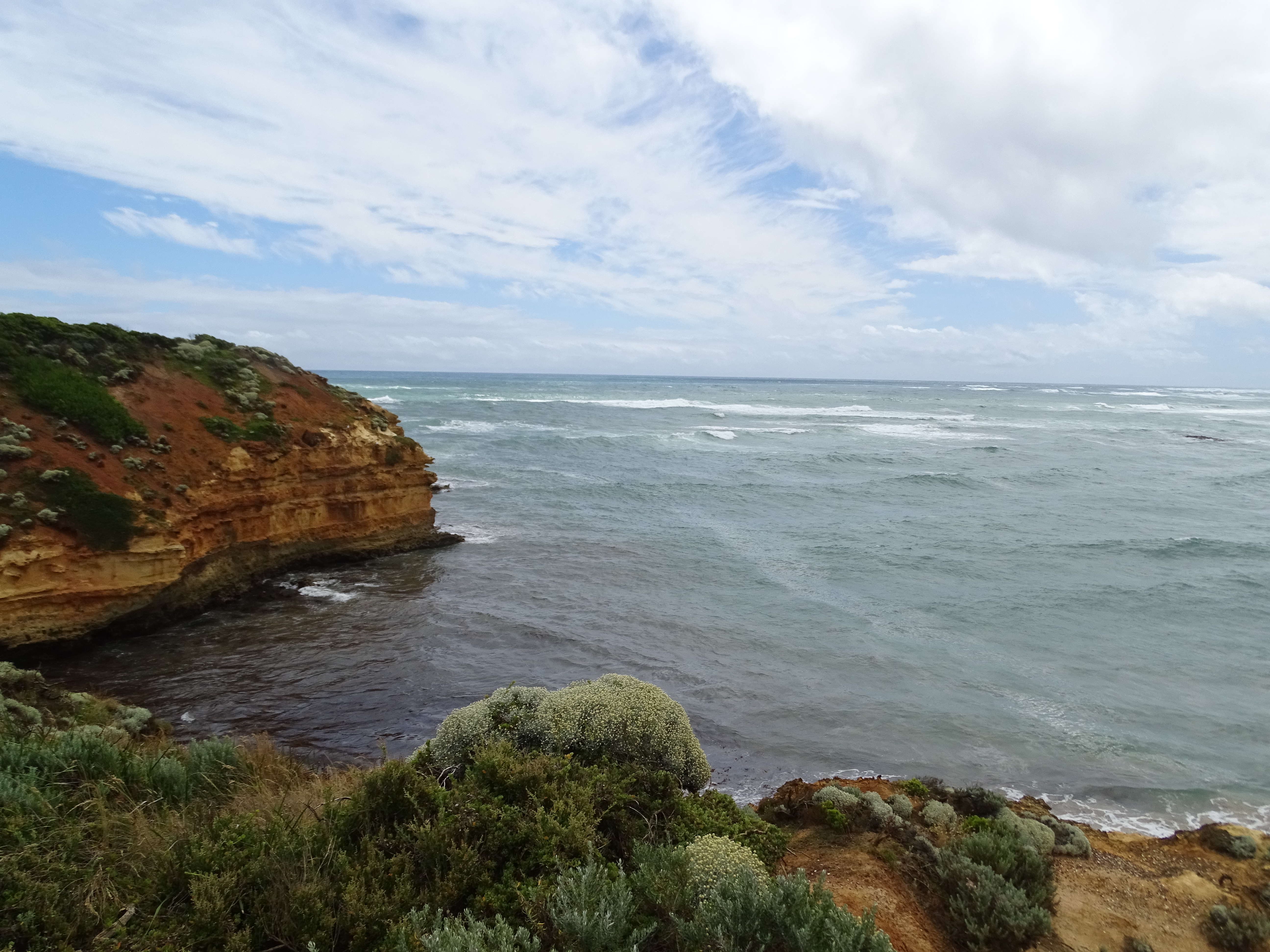
Bay of Martyrs

Die zweieinhalb Kilometer lange Bucht Bay of Martyrs ist eine der Sehenswürdigkeiten auf der Great Ocean Road im Bundesstaat Victoria, Australien. Die Bay of Martyrs einschließlich der Massacre Bay liegt im Gebiet des Naturparks Bay of Islands Coastal Park südöstlich der Bay of Islands und nordwestlich von Peterborough. Außer der Massacre Bay werden auch die Crofts Bay und die Wild Dog Cove zur Bay of Martyrs gezählt. Der Ort Halladale Point (auch Point Halladale) liegt am südlichen Ende der Massacre Bay in Richtung Peterborough.

## Massacre Bay
Der Name der Bucht Massacre Bay (genauso wie Bay of Martyrs oder Massacre Point) wird von einem Ereignis des 19. Jahrhunderts abgeleitet. Nachdem die europäischen Siedler in den 1840er Jahren in den Küstenbereich an der Great Ocean Road vorgestoßen sind, kam es zu mehreren gewaltsamen Begegnungen mit verschiedenen Stämmen der Aborigines, in denen diese schließlich unterlagen. Einer dieser Zusammenstöße geschah in der Massacre Bay. Hier sollen die Siedler eine große Gruppe männlicher Aborigines des Stammes Girai wurrung (auch als Kirrae Wuurong bezeichnet) von den bis zu zehn Meter hohen Klippen runtergestoßen haben. Frauen und Kinder sollen dann im nahen Sumpf ertränkt worden sein. Obwohl es über den Vorfall in Massacre Bay keine schriftlichen Zeugnisse gibt und alles auf mündlichen Überlieferungen der Ureinwohner basiert, wird dieser Vorfall in der Literatur zahlreich als gegeben dargestellt. Es wird unter anderem auch auf einen starken Rückgang der Bevölkerungszahl hingewiesen.
Auf dem naheliegenden Massacre Hill wurde ein Denkmal errichtet, das an die Vorkommnisse erinnert.

Bay of Martyrs und Massacre Bay
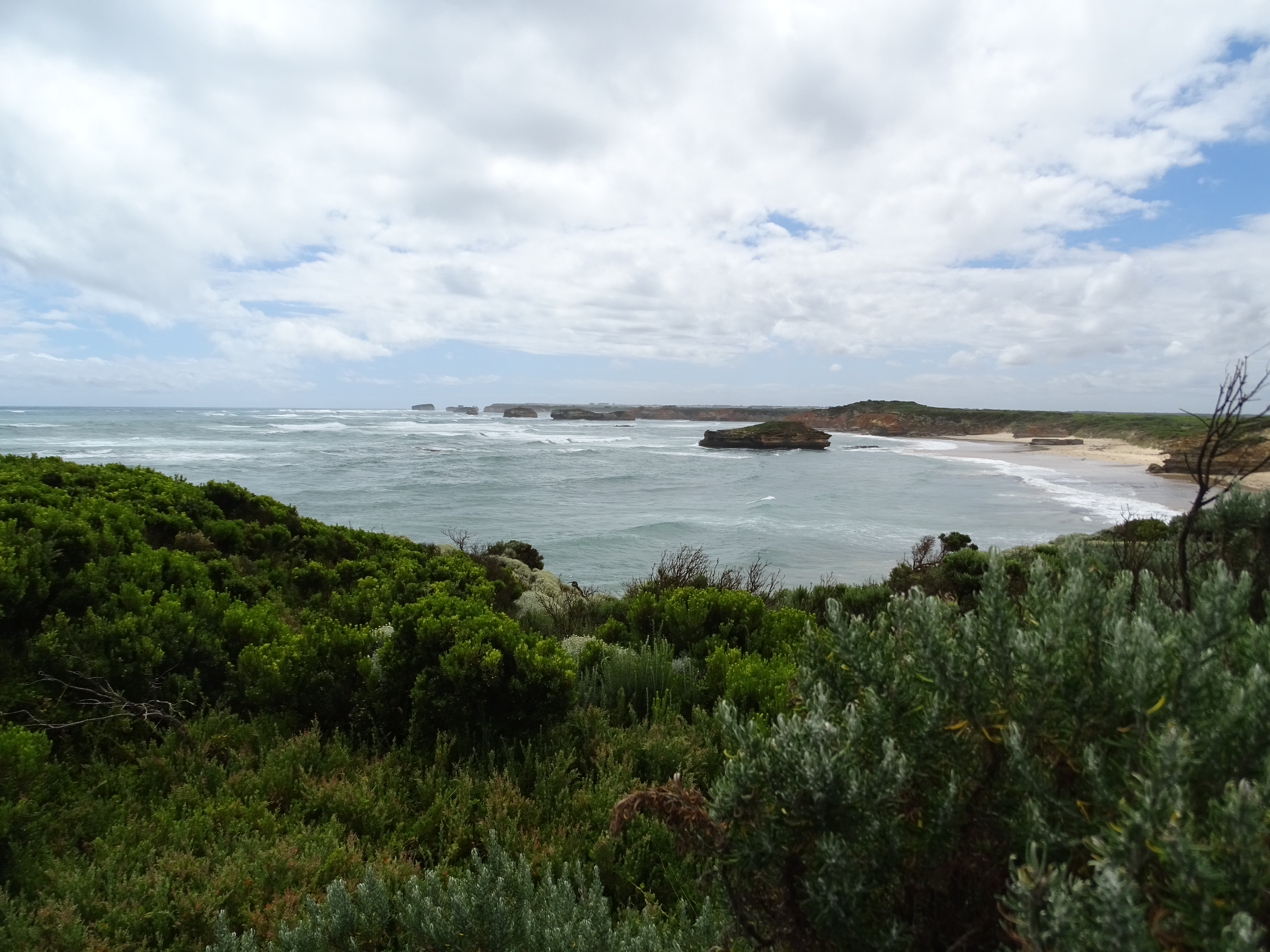
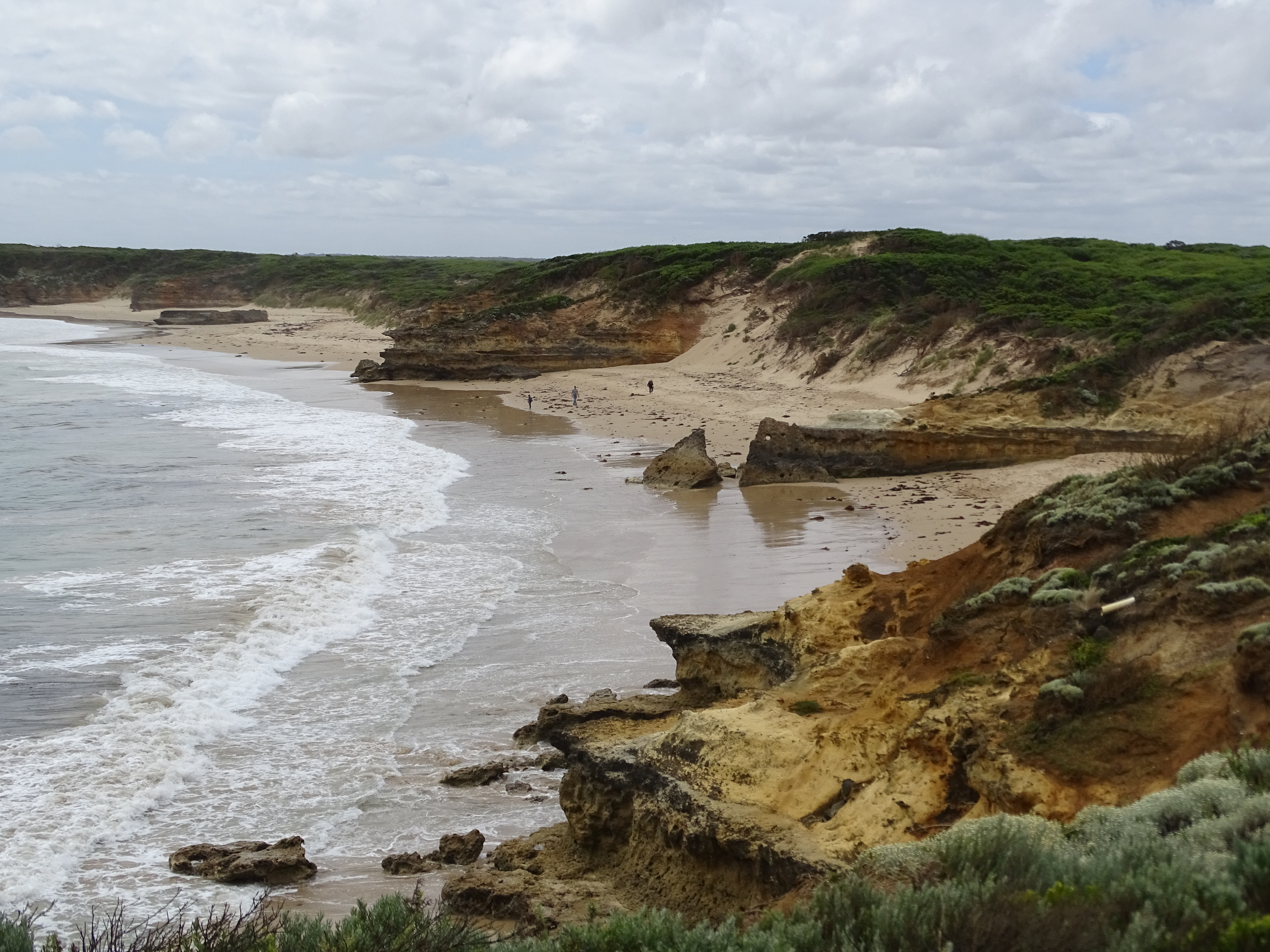
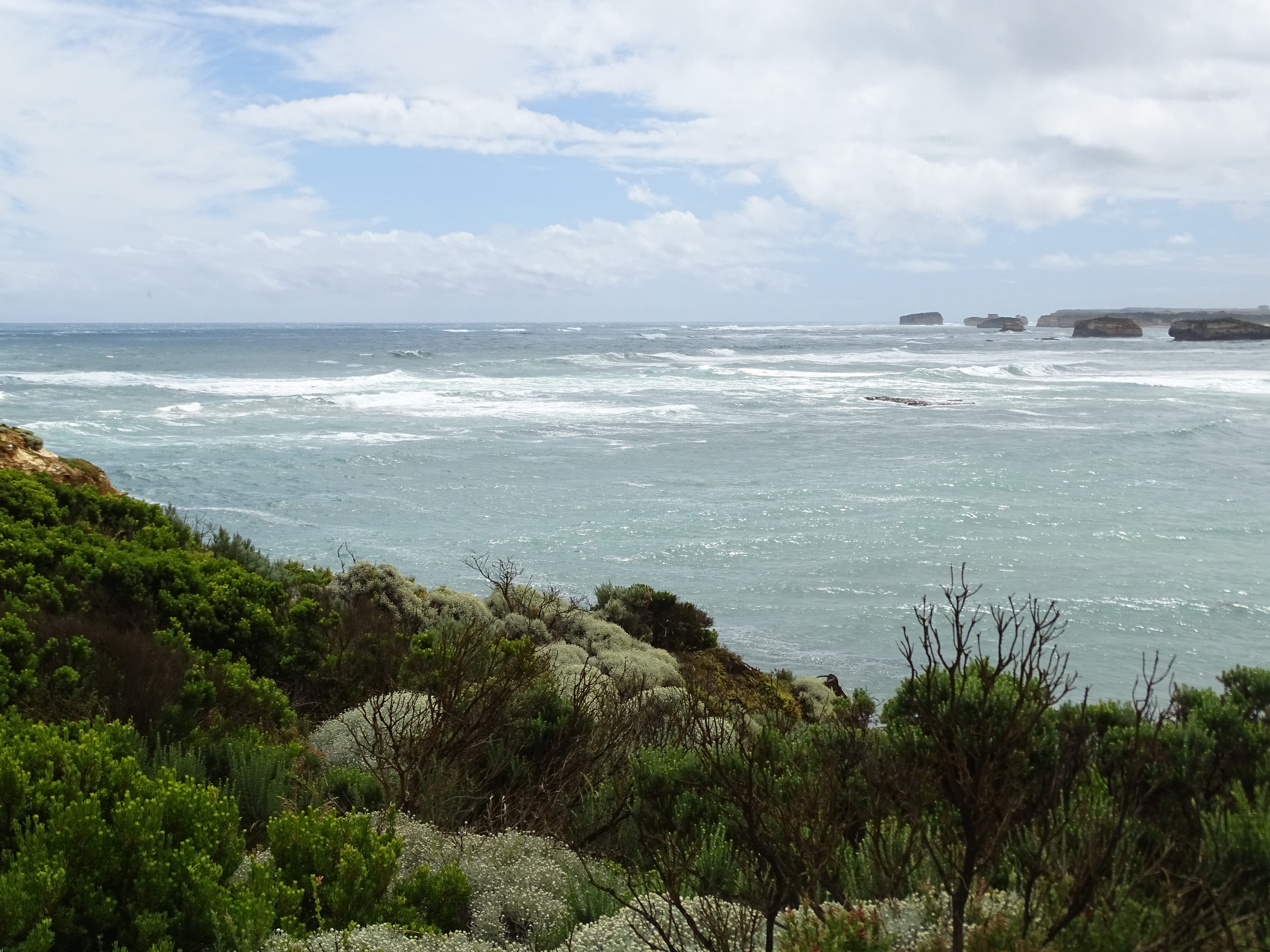

## Halladale Point
Die wachsenden britischen Sträflingskolonien in Australien waren auf Schiffe aus Europa angewiesen, die sie versorgten. Die Bass Strait wurde zu einer wichtigen Schifffahrtsroute, wobei einige Schiffe in ihren Meerengen kenterten. Die ganze Küste wird heute Shipwreck Coast (Küste der Schiffswracks) genannt.
Ähnlich wie die Bucht Loch Ard Gorge östlich von Port Campbell ist auch Halladale Point nach einem Schiffswrack benannt, und zwar nach dem Dreimaster „Falls of Halladale“. Das Schiff, 1886 in Schottland gebaut, stieß am Saint Patrick’s Day 1908 in Richtung Australien in See. Am 14. November 1908, während der Durchfahrt durch die Bass Strait in der Nähe von Peterborough, steuerte das Schiff vermutlich aufgrund eines Navigationsfehlers auf ein Riff. Anders als beim Schiffsuntergang von Loch Ard 1878 konnten sich alle 29 Seeleute retten, das Schiff ging verloren.